# ユニバーサル・クリスタル・クリスマス
ユニバーサル・クリスタル・クリスマス（Universal Crystal Christmas）は、2019年にユニバーサル・スタジオ・ジャパンで開催された冬のスペシャルイベントの総称である。 

## 概要
2005年から2018年まで同時期に『ユニバーサル・ワンダー・クリスマス』が14年間開催されていた。2019年より「クリスタル」をテーマにした『ユニバーサル・クリスタル・クリスマス』へと一新した。
2020年9月3日、「ハロウィーン・イベント 2020」の開催が発表されたと同時に、新型コロナウイルスによる国内感染拡大を防止するため、クリスマスも通常のスペシャル・イベントの開催から大幅に内容を変更し、オリジナルのシーズナル・プログラムを実施することを発表した。

## 2019年
2019年11月14日 - 2020年1月13日に開催された。昨年に引き続き、クリスマス・アンバサダーに関ジャニ∞が、サポーターとして関西ジャニーズJr.のなにわ男子が就任した。
11月13日、開幕セレモニーが行われ、関ジャニ∞がサプライズで登場した。

### クリスタルの約束
| クリスタルの約束 The Crystal Promise | クリスタルの約束 The Crystal Promise     |
| ------------------------------------ | ---------------------------------------- |
| 開始日                               | 2019年11月14日                           |
| 終了日                               | 2020年1月13日                            |
| 開催場所                             | グラマシーパーク（ニューヨーク・エリア） |
| 開催時間                             | 1日1回 - 2回                             |
| タイプ                               | ステージ・ショー                         |
| 所要時間                             | 約25分                                   |
| 有料チケット                         | 『クリスタルの約束』特別鑑賞エリア入場券 |

過去10年にわたって開催されてきた『天使のくれた奇跡』を一新した、新たなエンターテイメントとなるステージ・ショー。「ターミネーター 2:3-D」横に設置された特設ステージには、3つのLEDビジョンとオーロラの演出が新たに導入された。演出は金谷かほりが担当した。
ストーリー
物語の主人公であるアンドレアとジャンは、幼少期のクリスマスにプレゼントとしてクリスタルの星のピンとクリスマスツリーを交換した。2人は、20年後大人になったらクリスマスの国に行き、ずっと一緒にいられるようにツリーの星に願いを掛けるのだった。しかし、ジャンの一家が遠くへ引っ越すこととなり、この日が共に過ごせる最後の日となった。
20年後、大人になったアンドレアは、デパートでクリスマスに向けたショーウインドーの飾りつけをしていた。そこにデパートの支配人に就任した男性が現れる。その男性は、アンドレアが贈った星のピンを身につけており、アンドレアはすぐに幼馴染のジャンだと確信した。ジャンはアンドレアのことに気付かなかったが、アンドレアはその代わりに、彼が気付く事を願ってショーウインドーに自分が貰ったクリスマスツリーを飾るのだった。クリスマスツリーを発見し、幼少期に約束とともに贈ったものだと確信したジャンは、今年のクリスマスがまさに20年前に交わした約束の日である事に気がつく。2人はすっかり昔と変わってしまった約束の公園へとお互いを求めて約束に導かれて足を運び、20年前にプレゼントとともに交わした約束の通りに出逢う事になる。
クライマックスには無数のパイロが夜空に打ち上げられ、『ユニバーサル・クリスタル・ツリー』も点灯する。
有料チケット
グラマシーパークには、2種類の特別鑑賞エリアが設けられており、プレミア席（税込3,500円 - ）と通常席（税込1,600円 - ）に分けられている。9月25日より公式WEBサイト、ローソンチケット、JTB、オフィシャルホテル、パークのチケットブースおよび一部の物販店舗にて販売が開始された。プレミア席はグラマシーパークに設置されたステージのベンチから鑑賞し、通常席はグラマシーパークの芝生からの鑑賞となる。また、グラマシーパーク脇の通路が無料の鑑賞エリアとなる。

### ユニバーサル・クリスタル・ツリー
| ユニバーサル・クリスタル・ツリー Universal Crystal Tree | ユニバーサル・クリスタル・ツリー Universal Crystal Tree                   |
| ------------------------------------------------------- | ------------------------------------------------------------------------- |
| 開始日                                                  | 2019年11月14日                                                            |
| 終了日                                                  | 2020年1月13日                                                             |
| 開催場所                                                | 「アメージング・アドベンチャー・オブ・スパイダーマン・ザ・ライド 4K3D」横 |
| タイプ                                                  | クリスマス・ツリー                                                        |
| スポンサー                                              | 株式会社三井住友銀行                                                      |

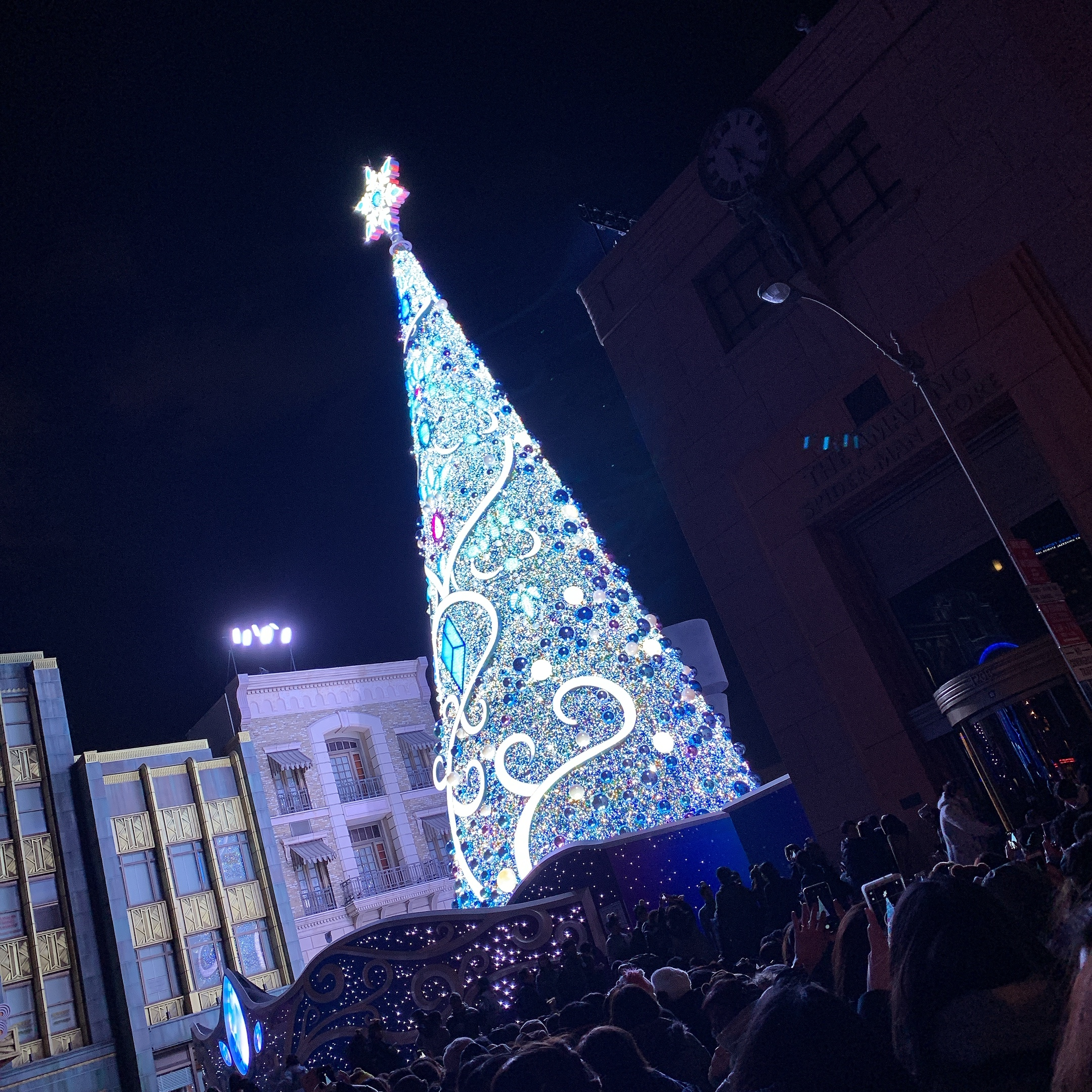
ユニバーサル・クリスタル・ツリー

冬のパークを代表する高さ30ｍを超える壮大なツリー。イベントに合わせ、クリスタルのキラめきにあふれる新たな姿にリニューアルした。
| 「 | アクアブルーや緑に近い青など、11種の青を織り交ぜてクリスタルの輝きを表現しています。電飾数を増やしたことでクリスタルならではの繊細な輝きも楽しんでもらえますよ。 | 」 |
| —早崎未央（プロダクト&コミュニケーション開発担当）（ウォーカープラス『圧倒的なクリスタルの輝きがスゴイ！完全一新した「ユニバーサル・クリスタル・クリスマス」体験レポ』より） | |    |

開幕セレモニーの際に関ジャニ∞のメンバーである村上信五が、ツリーの電飾数が全59万1840個で9年連続、トップオーナメントの高さが3.196mでギネス世界記録を2つ獲得したことを発表した。ツリーのイルミネーション（LED）は、日亜化学工業株式会社が協力している。

### クリスタル・シャイニング・イルミネーション
| クリスタル・シャイニング・イルミネーション Crystal Shining Illuminations | クリスタル・シャイニング・イルミネーション Crystal Shining Illuminations |
| ------------------------------------------------------------------------ | ------------------------------------------------------------------------ |
| 開始日                                                                   | 2019年11月14日                                                           |
| 終了日                                                                   | 2020年1月13日                                                            |
| 開催場所                                                                 | キャノピー（ハリウッド・エリア）                                         |
| 開催時間                                                                 | 日没後より点灯                                                           |
| タイプ                                                                   | ライティング・ストリート                                                 |

大通りの建物が一変し色鮮やかな光に彩られると、無数のクリスタルの輝きがキラめく空間が出現する。パークの入口から『ユニバーサル・クリスタル・ツリー』までが、クリスタルの輝きが360度を覆う幻想的なストリートに変身する。

### クリスタル・グリーティング with ミニオン
| クリスタル・グリーティング with ミニオン Crystal Greetings with The Minions | クリスタル・グリーティング with ミニオン Crystal Greetings with The Minions |
| --------------------------------------------------------------------------- | --------------------------------------------------------------------------- |
| 開始日                                                                      | 2019年11月14日                                                              |
| 終了日                                                                      | 2020年1月13日                                                               |
| 開催場所                                                                    | グラマシーパーク（ニューヨーク・エリア）                                    |
| 開催時間                                                                    | 1日3回程                                                                    |
| タイプ                                                                      | グリーティング                                                              |

『ユニバーサル・クリスタル・ツリー』をバックに、クリスマス衣装を身にまとったミニオンたちとダンスし、写真撮影をするグリーティング。
ストーリー
グラマシーパークに、『ユニバーサル・クリスタル・ツリー』を造っている「ハットリ」とクリスマス衣装を身にまとったミニオンたちが登場する。ミニオンたちがツリー造りの作業場で大騒ぎし、クリスタルの飾りを衣装にくっつけたままいなくなったという。ようやくミニオンたちを見つけたが、流れに巻き込まれ、ボスであるグルーも登場し、ダンスを繰り広げる。ダンス終了後は、ゲストとの写真撮影も行われる。

### ミニオン・パークのイエロー・クリスマス
ミニオン・パークがリースやオーナメントで飾りつけされ、エリア全体がテーマカラーの「イエロー」一色になる。

#### ミニオン・ハチャメチャ・グリーティング ～クリスマスver.～
| ミニオン・ハチャメチャ・グリーティング ～クリスマスver.～ Minions Hacha-Mecha Greeting -Christmas ver.- | ミニオン・ハチャメチャ・グリーティング ～クリスマスver.～ Minions Hacha-Mecha Greeting -Christmas ver.- |
| --- | --- |
| 開始日                                                                                                  | 2019年11月14日                                                                                          |
| 終了日                                                                                                  | 2020年1月5日                                                                                            |
| 開催場所                                                                                                | 「ミニオン・ハチャメチャ・ライド」前                                                                    |
| 開催時間                                                                                                | 不定期                                                                                                  |
| タイプ                                                                                                  | グリーティング                                                                                          |

クリスマス衣装を身にまとったミニオンたちが、「ミニオン・ハチャメチャ・ライド」前でゲストと触れ合う。

#### ミニオン・スーパー・グリーティング ～クリスマスver.～
| ミニオン・スーパー・グリーティング ～クリスマスver.～ Minions Super Greeting -Christmas ver.- | ミニオン・スーパー・グリーティング ～クリスマスver.～ Minions Super Greeting -Christmas ver.- |
| --------------------------------------------------------------------------------------------- | --------------------------------------------------------------------------------------------- |
| 開始日                                                                                        | 2019年11月14日                                                                                |
| 終了日                                                                                        | 2020年1月5日                                                                                  |
| 開催場所                                                                                      | キャノピー（ハリウッド・エリア）                                                              |
| 開催時間                                                                                      | 1日3回程                                                                                      |
| タイプ                                                                                        | グリーティング                                                                                |

キャノピーでは、サンタ帽子を被ったミニオンたちやグルーが登場し、ゲストと触れ合う。

### 「関ジャニ∞」との期間限定コラボレーション

#### 「ハリウッド・ドリーム・ザ・ライド」への新曲搭載
「ハリウッド・ドリーム・ザ・ライド」では、関ジャニ∞の楽曲「Faaaaall In Love」が1月6日まで期間限定で搭載された。「ジェットコースターのような煌びやかで大人な恋愛」をテーマに作られた楽曲となっている。

#### クリスタル・アンバサダー・ウォール
| クリスタル・アンバサダー・ウォール Crystal Ambassador Wall | クリスタル・アンバサダー・ウォール Crystal Ambassador Wall |
| ---------------------------------------------------------- | ---------------------------------------------------------- |
| 開始日                                                     | 2019年11月14日                                             |
| 終了日                                                     | 2020年1月13日                                              |
| 開催場所                                                   | パレスシアター（ニューヨーク・エリア）                     |

クリスタルクリスマスの装飾が施された特別な空間にクリスマス・アンバサダーである関ジャニ∞からのメッセージやサインが掲出される。

### 『ウィザーディング・ワールド・オブ・ハリー・ポッター』のクリスマス
魔法のお菓子のリースや、魔法用具のオーナメントなど、魔法界ならではの伝統的なクリスマス装飾が、屋根から建物全体を彩る。
11月7日には、開幕セレモニーとプレスプレビューが開催された。セレモニーには、当春、パーク初の「スプリング・サポーター」として、5周年の「ウィザーディング・ワールド・オブ・ハリー・ポッター」の魅力を発信した石原さとみが再び登場した。

#### ホグワーツ・マジカル・ナイト ～ウインター・マジック～
| ホグワーツ・マジカル・ナイト ～ウインター・マジック～ Hogwarts Magical Nights -Winter Magic- | ホグワーツ・マジカル・ナイト ～ウインター・マジック～ Hogwarts Magical Nights -Winter Magic- |
| -------------------------------------------------------------------------------------------- | -------------------------------------------------------------------------------------------- |
| 開始日                                                                                       | 2019年11月18日                                                                               |
| 終了日                                                                                       | 2020年1月13日                                                                                |
| 開催場所                                                                                     | ホグワーツ城前（ウィザーディング・ワールド・オブ・ハリー・ポッター）                         |
| 開催時間                                                                                     | 1日4回 - 8回程                                                                               |
| タイプ                                                                                       | キャッスル・ショー                                                                           |
| 所要時間                                                                                     | 約10分                                                                                       |

クリスマスを間近に控えたホグワーツ魔法魔術学校前を舞台に繰り広げられるキャッスル・ショー。
ストーリー
ホグワーツ城の前にやって来たハッフルパフ、グリフィンドール、レイブンクロー、スリザリン各寮の生徒。彼らは、盛大な聖夜のお祝いをすることを思い立つ。ホグワーツ城に魔法をかけて、魔法界をクリスマスの喜びで満たそうというのだ。一方の手にランタン、もう一方の手に杖を持って、セストラル・カートの上や周りに立ち、呪文を唱えると、真っ白な雪、愉快な4寮の雪だるま、華麗なクリスマスの祝祭など魔法界のクリスマスの情景が現れる。フィナーレで、強い光を灯す呪文『ルーモス・マキシマ』が唱えられると、ホグワーツ城は隅々まで圧倒的な輝きを放つ。

#### ホグズミード村のクリスマス・ツリー
| ホグズミード村のクリスマス・ツリー Hogsmeade Village Christmas Tree | ホグズミード村のクリスマス・ツリー Hogsmeade Village Christmas Tree |
| ------------------------------------------------------------------- | ------------------------------------------------------------------- |
| 開始日                                                              | 2019年11月8日                                                       |
| 終了日                                                              | 2020年1月13日                                                       |
| 開催場所                                                            | ウィザーディング・ワールド・オブ・ハリー・ポッター                  |
| 開催時間                                                            | 10時 - パーククローズ30分前                                         |
| タイプ                                                              | ワンド・アトラクション                                              |

『ウィザーディング・ワールド・オブ・ハリー・ポッター』の広場に聳え立つクリスマス・ツリー。専用の杖「マジカル・ワンド」を持っているゲストが呪文を唱えると、ツリーが様々な形で変化する。クリスマス時季限定の魔法が用意されており、オーナメントを動かすには「ロコモーター（動け！）」、ツリーを点灯させるには「ルーモス（光よ！）」で魔法がかけられる。

#### ホリデー・フロッグ・クワイア
| ホリデー・フロッグ・クワイア Holiday Frog Choir | ホリデー・フロッグ・クワイア Holiday Frog Choir                                |
| ----------------------------------------------- | ------------------------------------------------------------------------------ |
| 開始日                                          | 2019年11月8日                                                                  |
| 終了日                                          | 2020年1月13日                                                                  |
| 開催場所                                        | パフォーマンス・ステージ（ウィザーディング・ワールド・オブ・ハリー・ポッター） |
| 開催時間                                        | 1日3回 - 4回程                                                                 |
| タイプ                                          | ストリート・エンターテイメント                                                 |
| 所要時間                                        | 約10分                                                                         |

ホグワーツ魔法学校4寮の生徒たちと4匹のカエルが奏でる歌のハーモニーがクリスマスの特別バージョンとなる。

#### フード
作中にも登場する「バタービール」に11月5日より「クリスマス・バタービールマグカップ」が日本限定で発売された。雪をまとったホグズミード村を彷彿させる「雪の結晶」が表現されており、マグカップ自体が雪に覆われているようなデザインとなっている。
その他にも、クリスマス装飾で彩られたホグズミード村では、「ホット・バタービール」や、クリスマス休暇の食事をイメージした「クリスマス・フィースト」など冬の魔法界を味わえるメニューが登場した。

### クリスマスver.のエンターテイメント

#### パワー・オブ・ポップ ～クリスタル・クリスマスver.～
| パワー・オブ・ポップ ～クリスタル・クリスマスver.～ Power of Pop -Crystal Christmas ver.- | パワー・オブ・ポップ ～クリスタル・クリスマスver.～ Power of Pop -Crystal Christmas ver.- |
| ----------------------------------------------------------------------------------------- | ----------------------------------------------------------------------------------------- |
| 開始日                                                                                    | 2019年11月14日                                                                            |
| 終了日                                                                                    | 2020年1月5日                                                                              |
| 開催場所                                                                                  | 「メルズ・ドライブイン」前ステージ                                                        |
| 開催時間                                                                                  | 1日5回 - 9回程                                                                            |
| タイプ                                                                                    | ステージ・ショー                                                                          |
| 所要時間                                                                                  | 約20分                                                                                    |

「メルズ・ドライブイン」前のステージで行われる、実力派シンガーによるポップス・シンギングショー。クリスマス限定の衣装と楽曲で開催された。

#### ワンダーランド・シーズンズ・ジョイ ～クリスマスver.～
| ワンダーランド・シーズンズ・ジョイ ～クリスマスver.～ Wonderland Season's Joy -Christmas ver.- | ワンダーランド・シーズンズ・ジョイ ～クリスマスver.～ Wonderland Season's Joy -Christmas ver.-                                                                 |
| ---------------------------------------------------------------------------------------------- | --- |
| 開始日                                                                                         | 2019年11月14日 |
| 終了日                                                                                         | 2020年1月13日 |
| 開催場所                                                                                       | ピーナッツ: 「フライング・スヌーピー」前 ハローキティ: 「ハローキティのリボン・コレクション」前 セサミストリート: 「エルモのイマジネーション・プレイランド」前 |
| 開催時間                                                                                       | 1日8回程 |
| タイプ                                                                                         | グリーティング |

「ユニバーサル・ワンダーランド」各所でピーナッツ、ハローキティ、セサミストリートの仲間たちと一緒にふれあえるグリーティング・ショー。

### フード
「デリシャス・ミー！ ザ・クッキー・キッチン」では、クリスマス限定のクッキーサンド「サンタ・ミニオン・クッキーサンド ～クリスマス・ショートケーキ～」、ポップコーンカート各所では、クリスマス限定のポップコーンバケツ「トナカイ・ボブ&サンタ・ティム・ポップコーンバケツ」が販売されたほか、ユニバーサル・マーケットをはじめとするパークの各レストランでもクリスマス限定フードが販売された。

### グッズ
『怪盗グルー』シリーズに登場するボブやティムはクリスマス仕様のスタイルとなり、ぬいぐるみやクリスマスリースなどで販売された。ネイビーとホワイトを基調とした『ピーナッツ』の「SNOOPY SNOW CRYSTAL」シリーズやセサミストリートの「HUG ME!! HUG US!!」シリーズ、キャラクターたちがモフモフ化した「SO HOT!! GOODS」なども販売された。